# Lundby parstuga

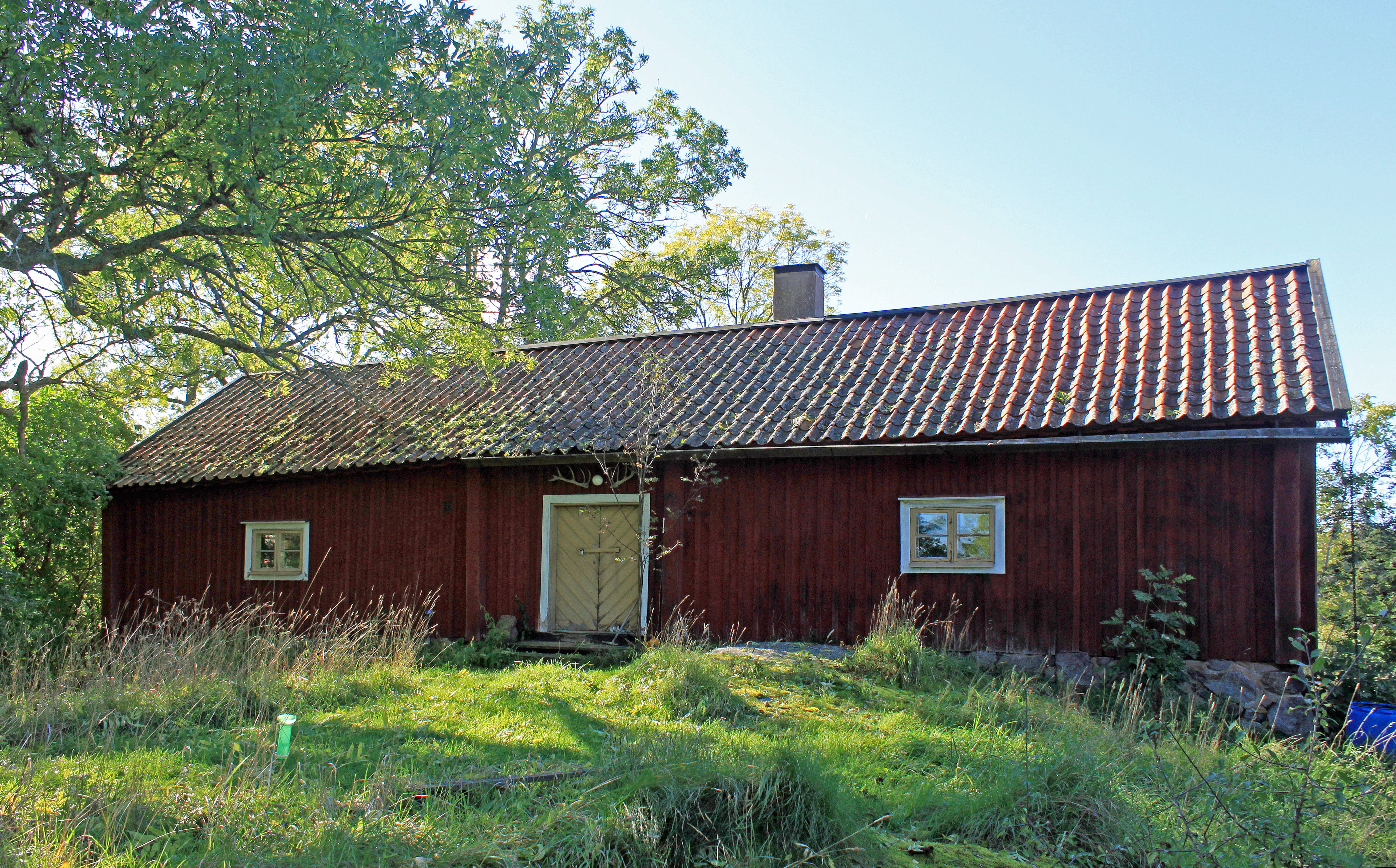
Lundby parstugas entrésida.

Lundby är en välbevarad parstuga belägen i Salems kommun, Stockholms län. Byggnaden är den bäst bevarade av sin typ i Stockholmsområdet och är sedan 1993 ett byggnadsminne. Enligt Stockholms läns museum har de unika allmogebyggnaderna vid Lundby ett mycket högt kulturhistoriskt värde.

## Historik

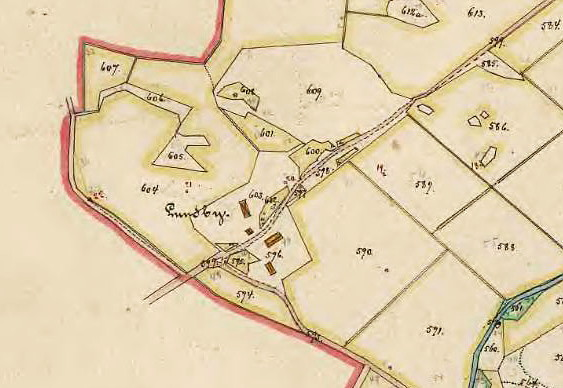
Lundby på en karta från 1902

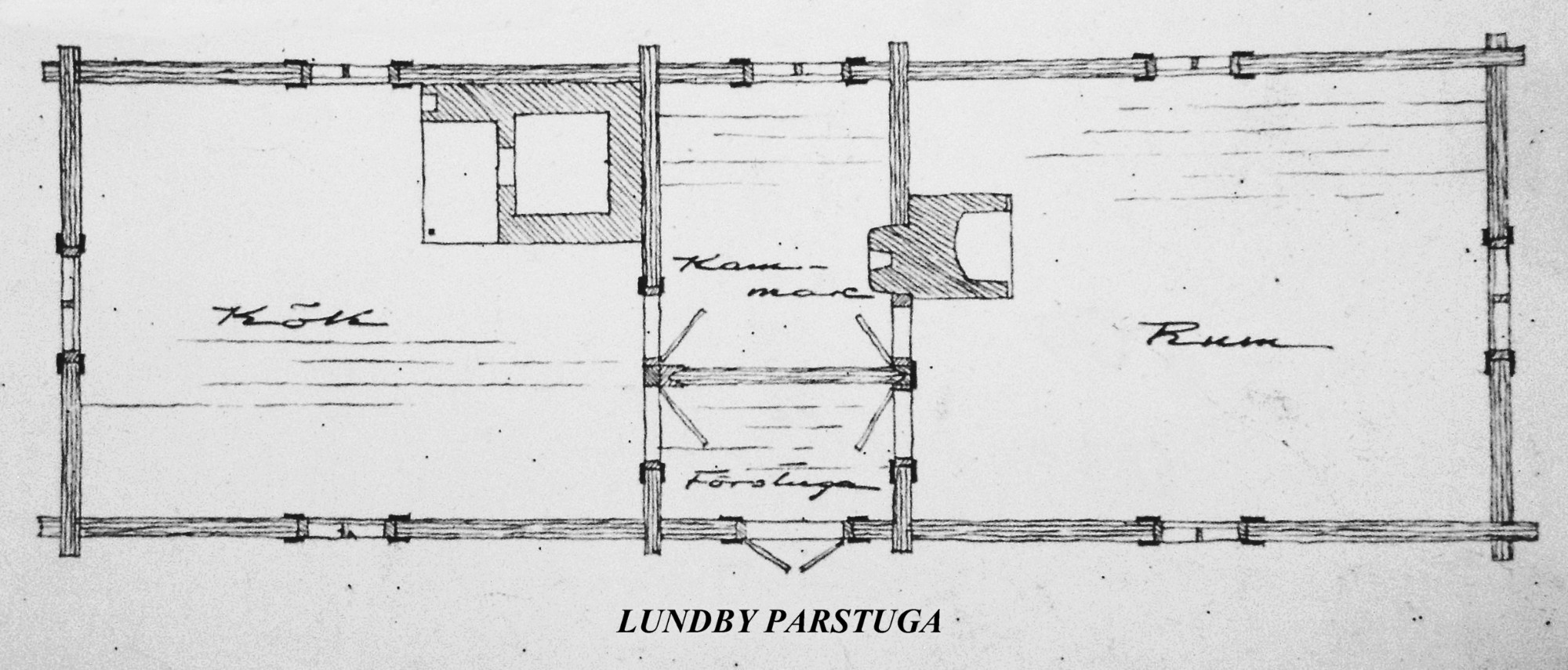
Planritning.

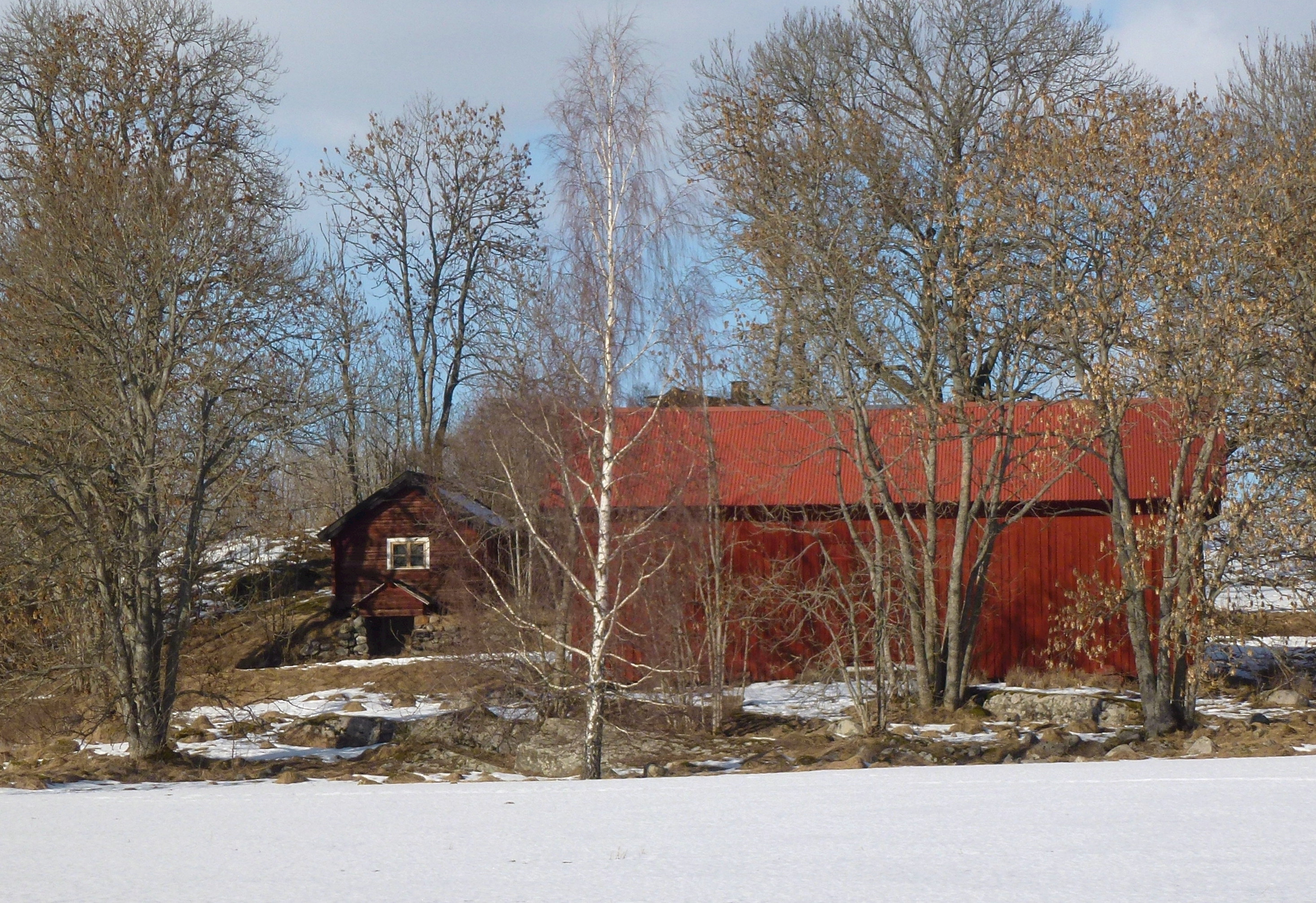
Källarstugan och ladan, 2013.

Lundby är en av Salem kommuns äldsta gårdar med rötter tillbaka till 1300-talet. Men platsen var bebodd mycket tidigare än så, som ett forntida gravfält strax öster om gården vittnar om. 1423 nämns en Jacob i lundby och 1595 en Lasze i lundbÿ. Lundby omtalas som säteri på 1660-talet, men fick rättigheterna indragna vid 1679 års säterirannsakning.
Dagens stuga mäter 5x16 meter och är knuttimrad och klädd med rödmålad, stående locklistpanel samt inklädda hörnknutar. Huset är uppfört i en våning med låg vind under åstak och täckt med enkupigt taktegel. Huset tillkom troligen i slutet av 1600-talet eller början av 1700-talet. Möjligtvis har den flyttats inom tomten, eller byggts upp efter 1751 respektive flyttats hit från annan plats. 
Planlösningen visar kök (även bostadsrum), kammare, förstuga och ett rum som nyttjades av gäster. I köket finns ett stort spiskomplex med en sovplats intill bakugnsöppningen. På 1930-talet brukades Lundby under Bergaholm. Den sista fast boende var skogsarbetaren Gustav Danielsson, som bodde här mellan 1938 och 1986. Han flyttade hit från närbelägna Lideby vars huvudbyggnad revs 1938. Idag ägs stugan av Stockholm Vatten som hyr ut den som fritidshus. Interiört finns originaltapet från 1700-talet bevarad i rummet.
Till gården hör även en källarstuga från 1700-talet. Källarstugan är knuttimrad och består av ett rum. Den har en källaringång med svale under gaveln. Källarstugan hade ursprungligen en eldstad för uppvärmning och matlagning. Söder om vägen kvarstår en större lada från 1800-talets senare del. Här fanns tidigare flera ekonomibyggnader. Som framgår på en karta från 1865 stod här tre större och tre mindre byggnader, de var anordnade i U-form med öppningen norrut. På en karta från 1902 kvarstår bara två ekonomibyggnader.

## Bilder

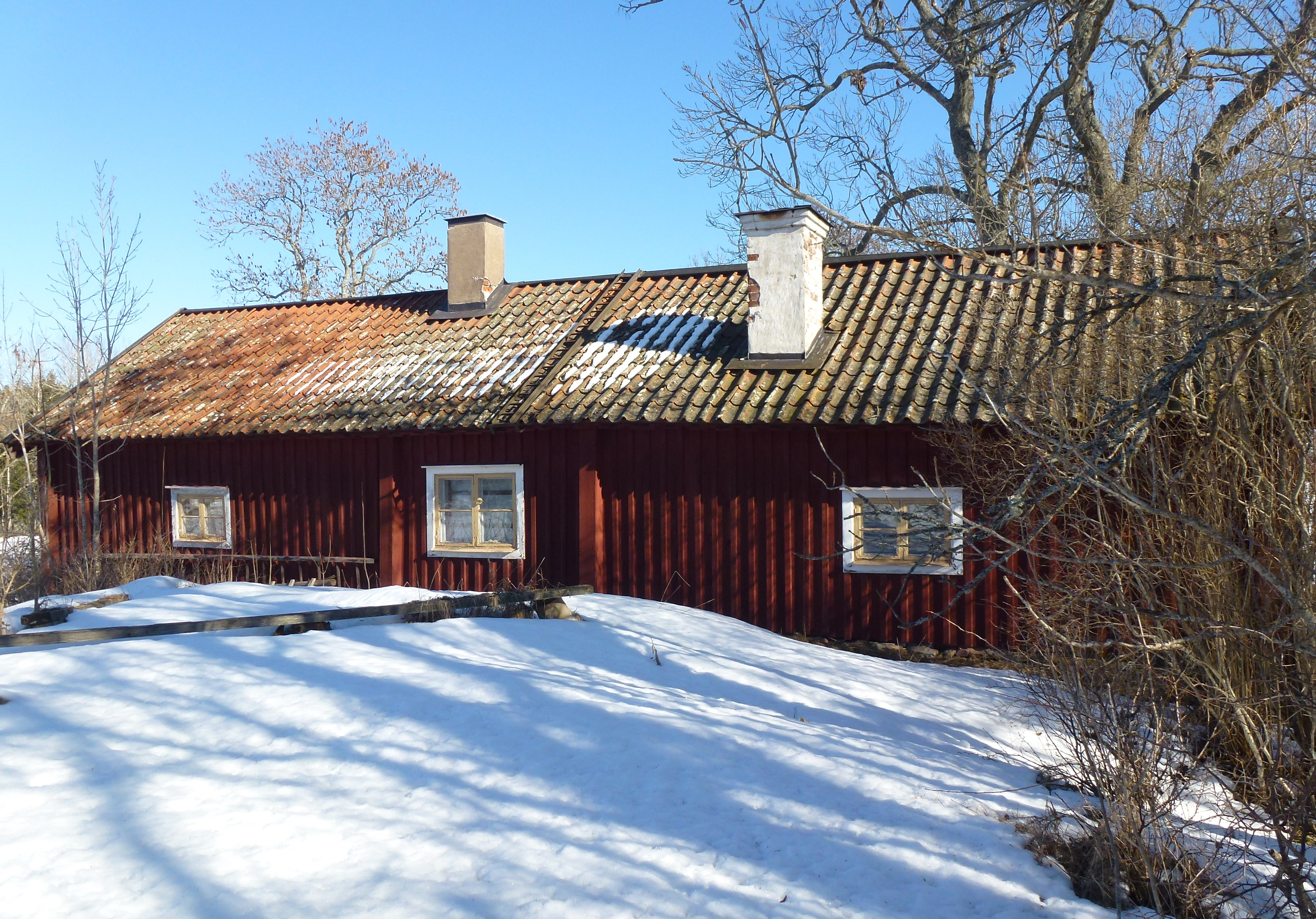
Lundby parstuga fasad mot väster.
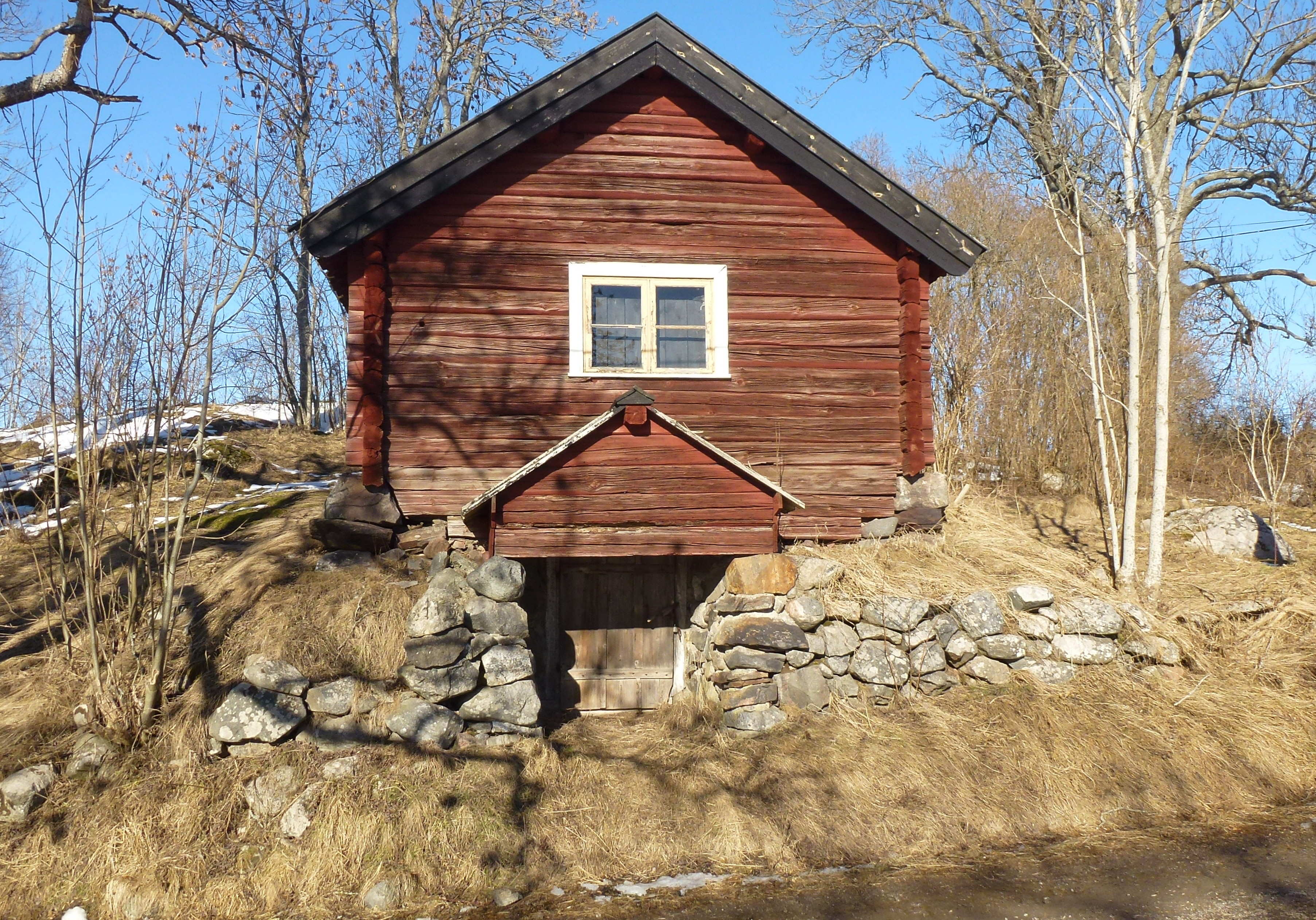
Källarstugan med källaringång.
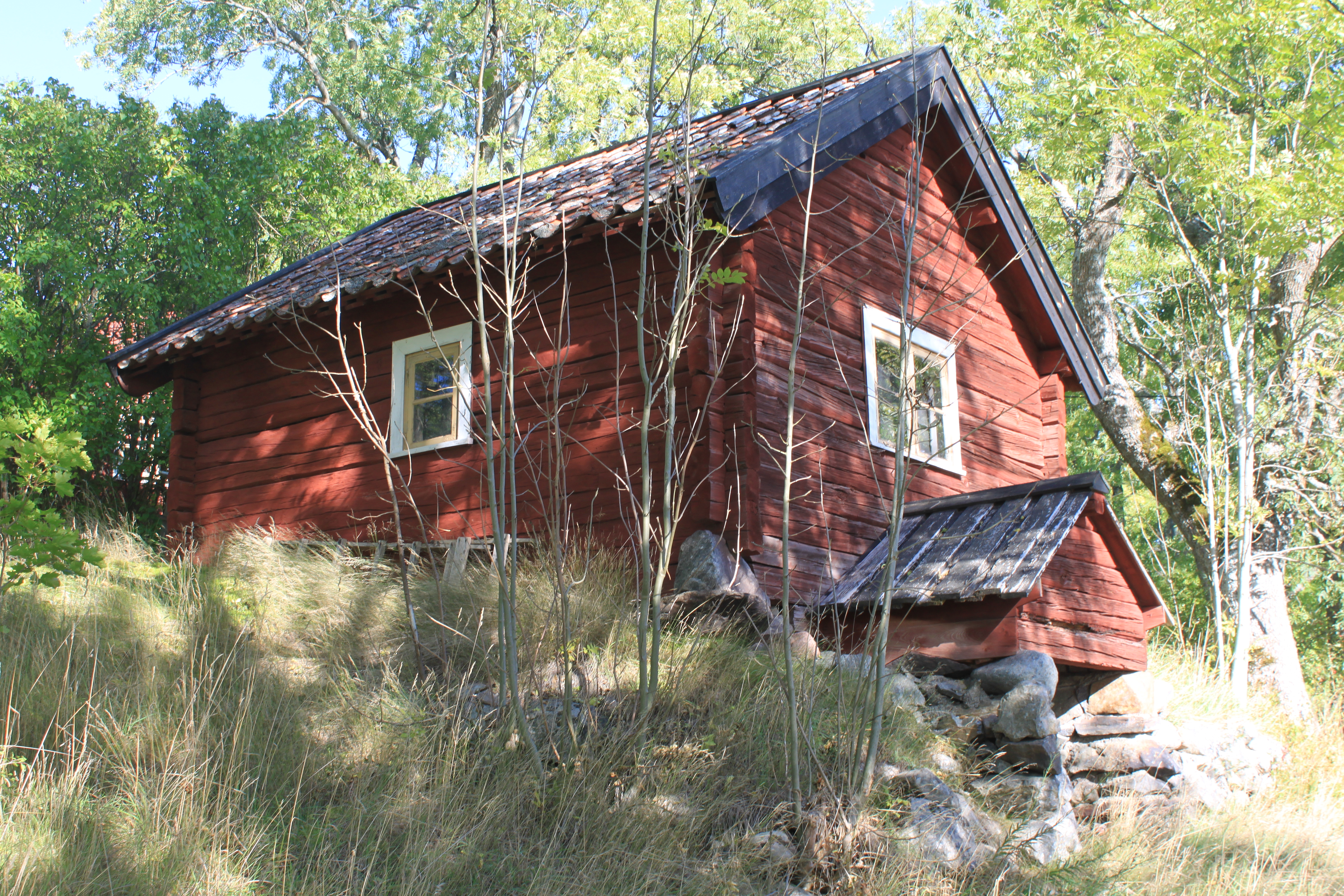
Källarstugan.
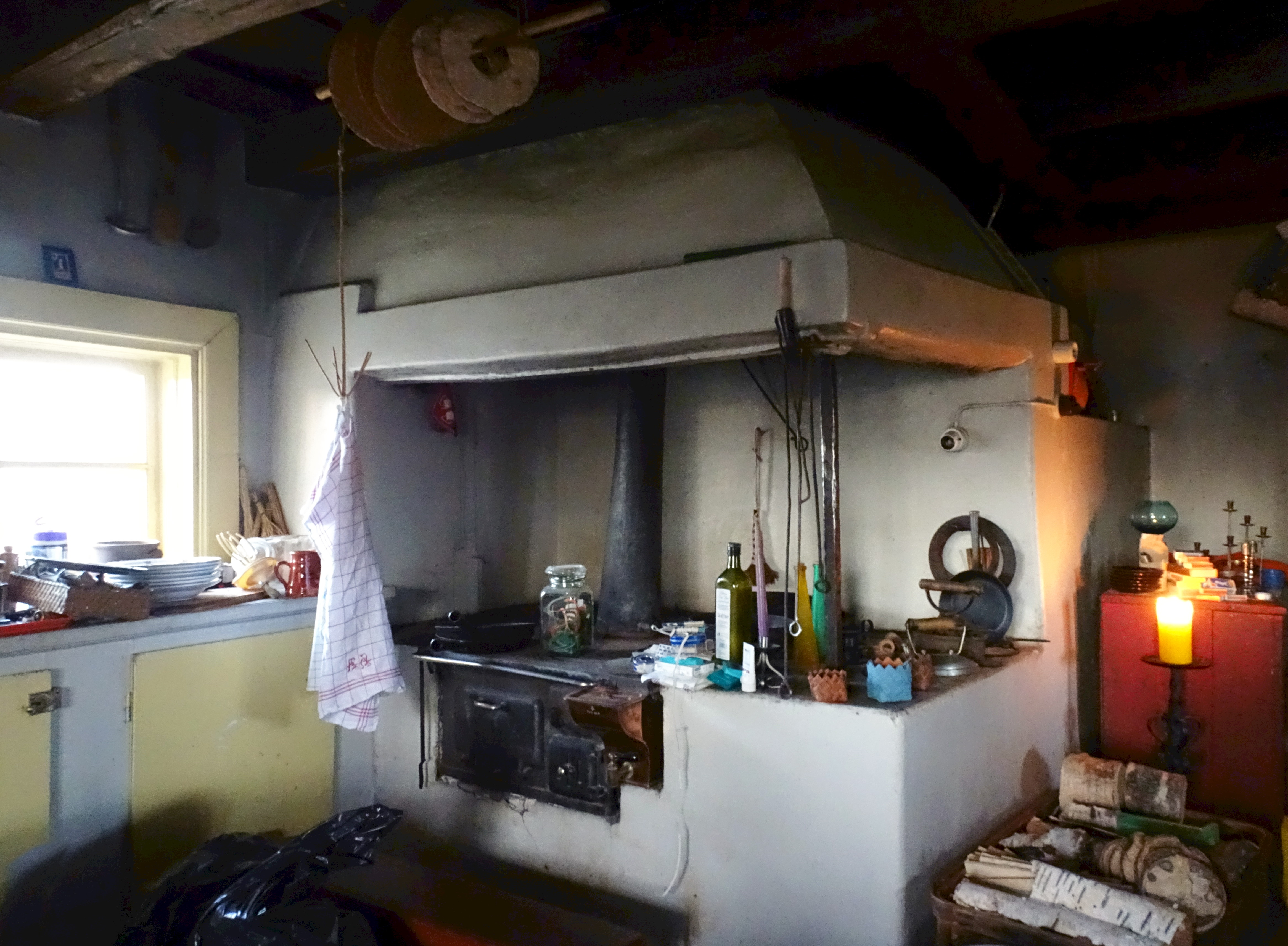
Stugans kök.
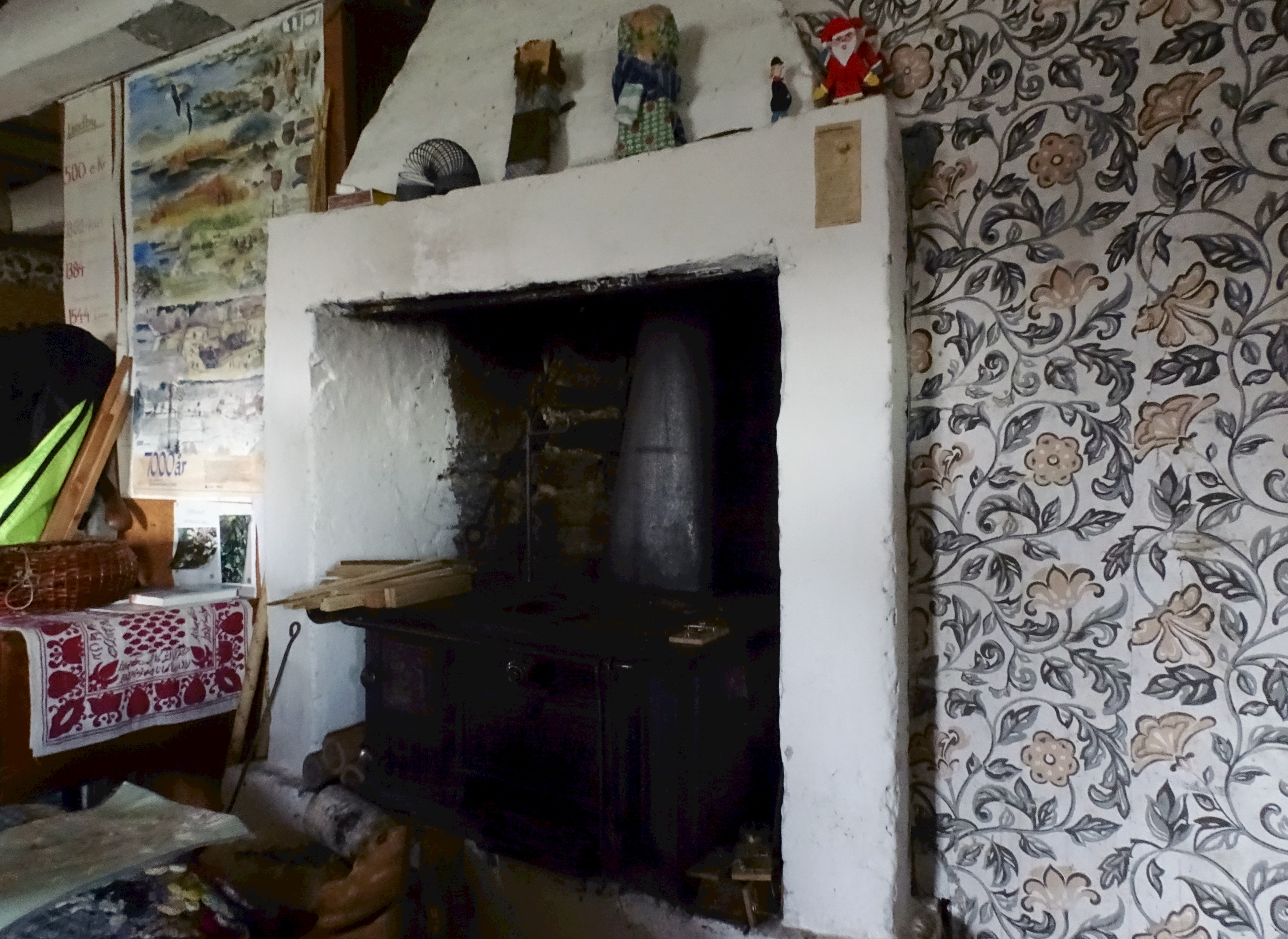
Stugans rum med bevarad 1700-tals tapet.